# Schmitzwipper
Schmitzwipper ist eine Ortschaft in Marienheide im Oberbergischen Kreis im Regierungsbezirk Köln in Nordrhein-Westfalen (Deutschland).

## Lage und Beschreibung
Schmitzwipper liegt ungefähr 1 km nördlich vom Gemeindezentrum an der Wipper. Etwa 500 Meter oberhalb des Ortes befindet sich die Staumauer der Lingesetalsperre. Wenige hundert Meter nordwestlich des Ortes befindet sich das Klärwerk Marienheide.

## Geschichte
Bis zur Gebietsreform 1975 gehörte Schmitzwipper zur dann aufgelösten Gemeinde Klüppelberg.

## Sehenswürdigkeiten
Nah beim Ort liegt die Lingesetalsperre, die ein beliebtes Ausflugsziel ist.

## Bus- und Bahnverbindungen

### Linienbus
Haltestelle: Schmitzwipper
- Linie 336: Remscheid-Lennep – Hückeswagen – Wipperfürth – Marienheide – Gummersbach